# Musée des Moumines
Le musée des Moumines (finnois : Muumimuseo) est un musée consacrée aux œuvres concernant les Moumines de Tove Jansson situé dans le quartier de Tulli à Tampere en Finlande.

## Situation
Le musée est ouvert au public depuis 1987.
De 1987 à 2012 il était dans les locaux de la bibliothèque principale de Tampere,,.
De 2012 à 2017, il est situé au rez-de-chaussée du musée d'art de Tampere. Son nom est alors Tampereen taidemuseon Muumilaakso.
Le musée des Moumines a ouvert ses portes en 2016 à la Maison de Tampere.

## Galerie

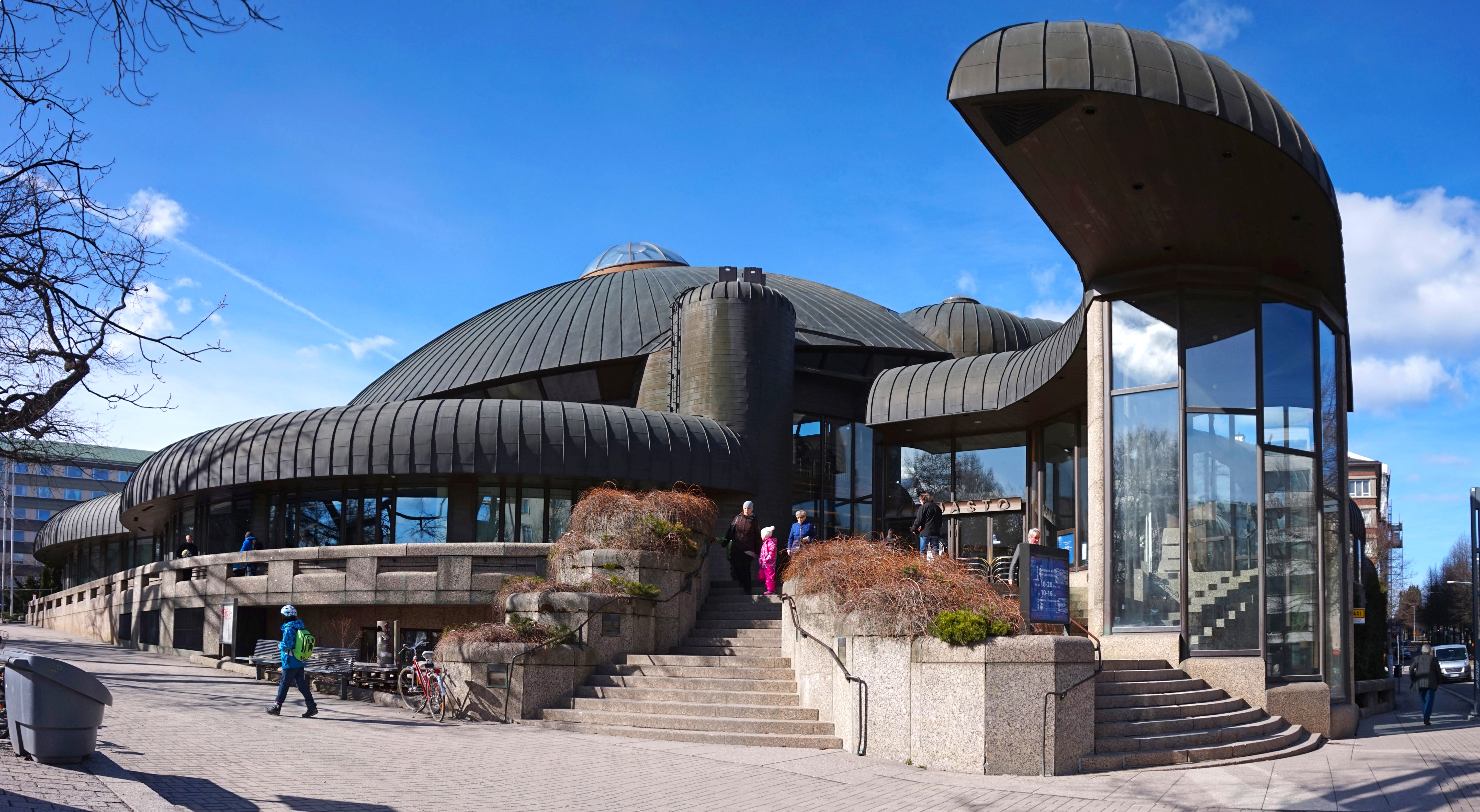
Le musée des Moumines dans la bibliothèque principale de Tampere (1987–2012)
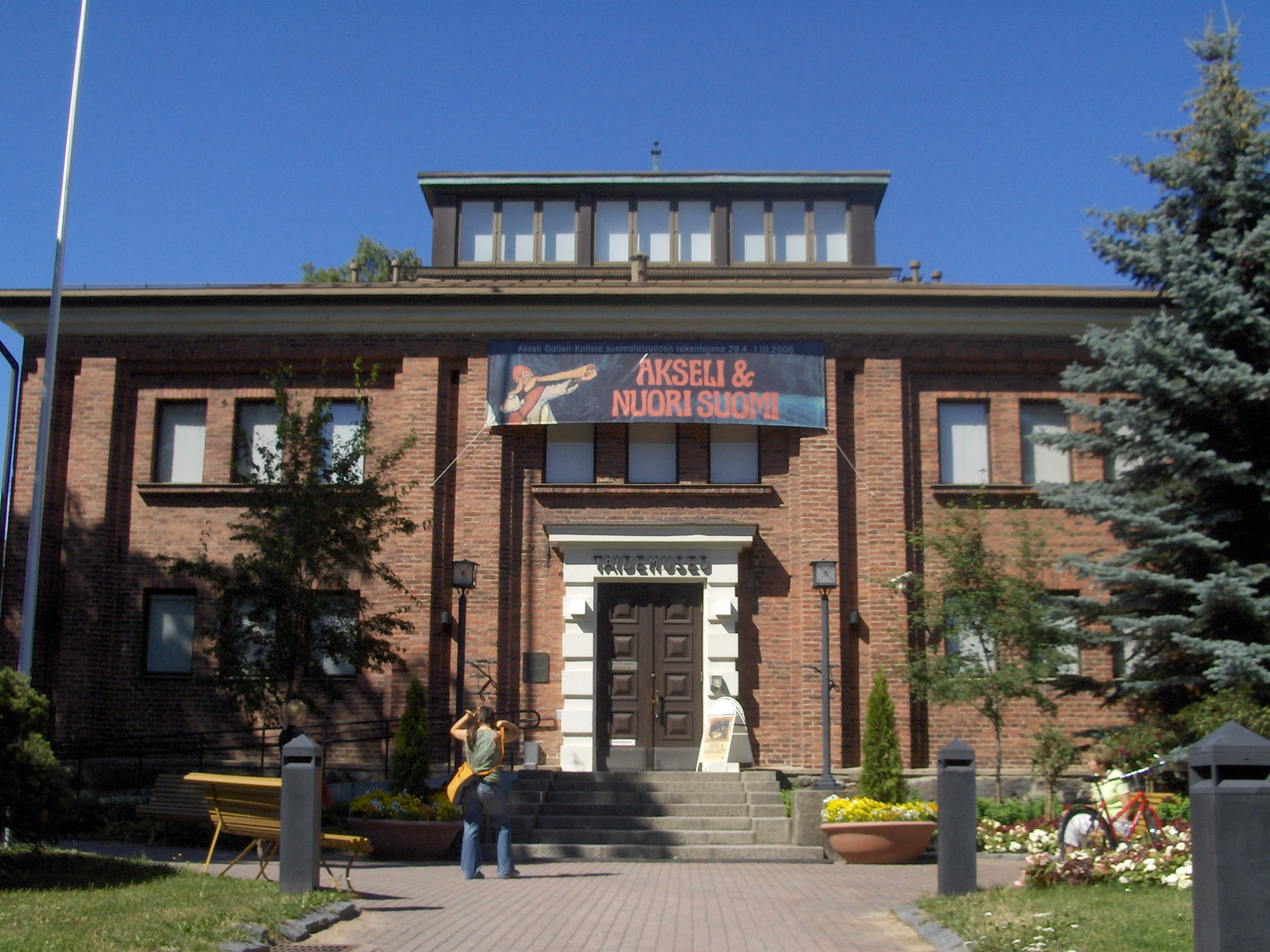
Le musée des Moumines dans le musée d'art de Tampere (2012-2017)